# Irakleotes
Irakleotes  este un oraș în Grecia în prefectura Grevena.